# Oceanapia eumitum
Oceanapia eumitum är en svampdjursart som först beskrevs av James Barrie Kirkpatrick 1903.  Oceanapia eumitum ingår i släktet Oceanapia och familjen Phloeodictyidae. Inga underarter finns listade i Catalogue of Life.